# Nasuf Dizdari
Nasuf Tahir bej Dizdari (ur. 1857 w Szkodrze, zm. 1940 tamże) – albański publicysta, tłumacz i folklorysta. Zasłynął z wydania pieśni o Albańczyku Oso Kuce, który służył w osmańskiej straży granicznej i poległ w 1862 roku w walce z wojskami czarnogórskimi.
Jako publicysta używał pseudonimów N.B.D., N., N. Shkodrani, N. Muhamedani; publikował w języku albańskim i francuskim.

## Życiorys
Urodził się w rodzinie mieszczańskiej, jego dom znajdował się w dzielnicy Parrucë. Studiował w Wiedniu i Konstantynopolu.
Przez krótki czas pracował jako urzędnik w Lezhy, a w latach 1897-1918 pracował jako tłumacz w konsulacie austro-węgierskim w Szkodrze, jednocześnie był deputowanym do Zgromadzenia Ogólnego Imperium Osmańskiego. Pracował dla czasopism Drita i Vllaznia, dla którego publikował pieśni o Karze Mahmudzie Paszy, Oso Kuce i Hamzy Kazazim.
Był przyjacielem Isy Boletiniego, który zginął dnia 23 stycznia 1916 roku z rąk wojsk czarnogórskich; na jego pogrzebie Dizdari wygłosił przemówienie, które wywołało poruszenie wśród Albańczyków zamieszkujących Czarnogórę. W konsekwencji władze czarnogórskie rozpoczęły działalność szpiegowską nakierowaną na Dizdariego, by go ostatecznie zabić; ten jednak dzięki pomocy Halila Zybera Krasniqiego przedostał się łódką przez Bunę do Albanii, następnie do Ulcinja, a stąd statkiem przepłynął do Włoch, gdzie tymczasowo zamieszkał.
W latach 1923–1924 był redaktorem naczelnym tygodnika Shpresa Kombëtare.

## Odznaczenia
23 sierpnia 1913 roku został odznaczony Orderem Świętego Sylwestra przez papieża Piusa X.

## Życie prywatne
Syn Tahira i wnuk Nasufa, uczestnika bitwy pod Spužem w 1835 roku.
Miał siedmiu synów (Tahira, Qemala, Hamdiję, Mit'hata, Ramiza, Envera i Njaziego) oraz dwie córki (Fatimę i Sanije).